# 에밀과 탐정들 (2001년 영화)
《에밀과 탐정들》(Emil Und Die Detektive, Emil And The Detectives)은 독일에서 제작된 프란지스카 부흐 감독의 2001년 가족, 모험, 코미디, 범죄 영화이다. 토비아스 레짤프 등이 주연으로 출연하였고 우쉬 라이히 등이 제작에 참여하였다. 에리히 케스트너의 동명의 소설에 기반을 두고 있다.

## 출연

### 주연
- 토비아스 레짤프
- 안나 소마빌라

### 조연
- 위르겐 포겔
- 마리아 슈라더
- 카이 와이싱어
- 플로리안 루카스

## 기타
- 원작자: 에리히 캐스트너
- 미술: 알브레치 콘라드
- 배역: 재클린 리에츠